# Sexualidade e espaço

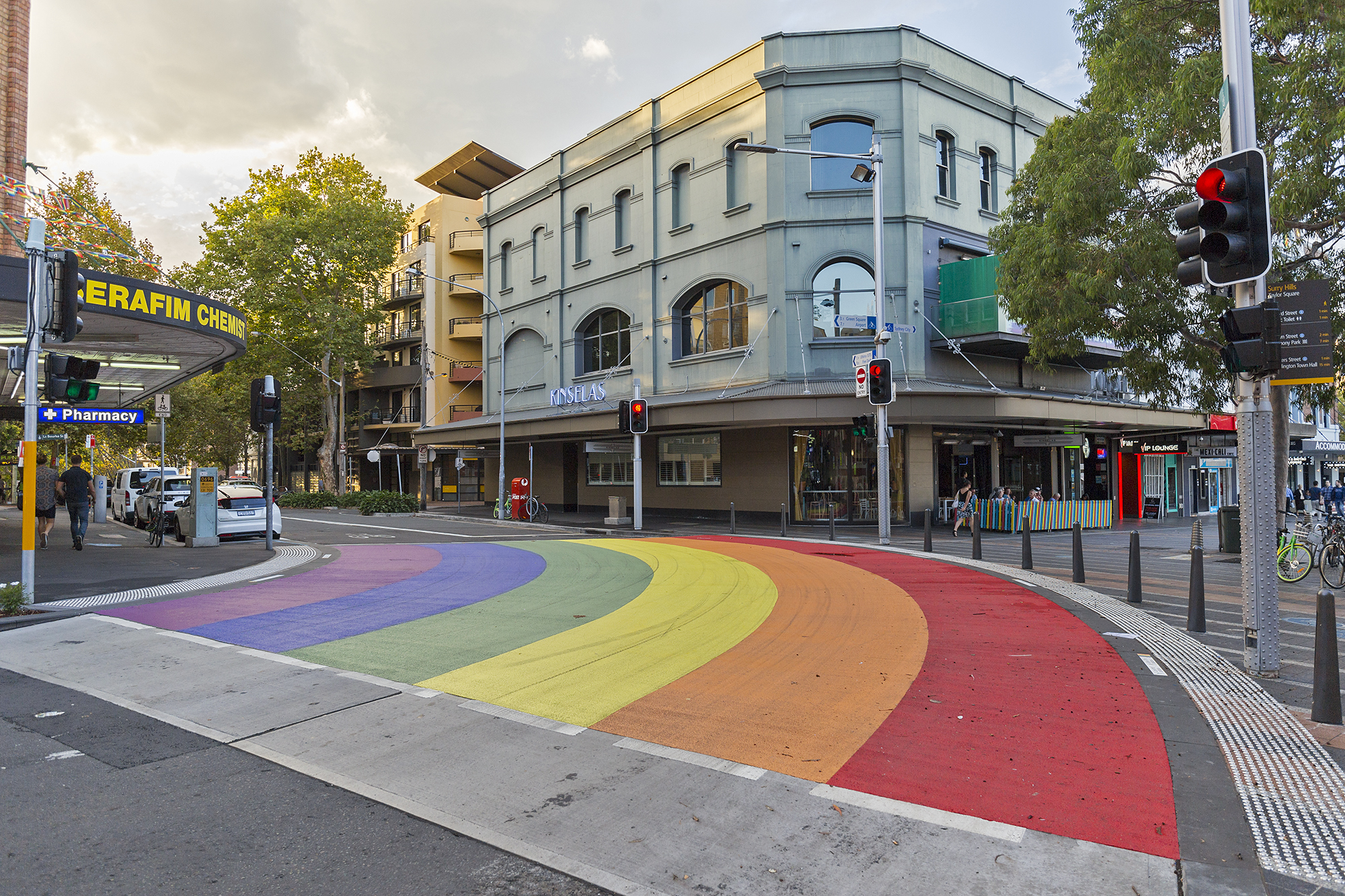
Bairro Surry Hills, em Sydney

Sexualidade e espaço, ou geografia sexual é um campo de estudo dentro da geografia humana. A frase abrange todas as relações e interações entre a sexualidade humana, o espaço e o lugar, temas estudados dentro da geografia cultural, ou seja, psicologia ambiental e arquitetônica, sociologia urbana, estudos de gênero, estudos Queer, estudos sócio-jurídicos, planejamento, estudos de habitação e criminologia.
Tópicos específicos que se enquadram nesta área são as geografias de residência LGBT, ambientes de sexo público, locais de resistência queer, sexualidades globais, turismo sexual, as geografias da prostituição e entretenimento adulto, uso de locais sexualizados nas artes, e cidadania sexual. A área está agora bem representada nos currículos acadêmicos a nível universitário e começa a fazer sentir a sua influência no ensino secundário.

## Origens e desenvolvimento
O trabalho dos sociólogos há muito se preocupa com a relação entre urbanização e sexualidade, especialmente na forma de aglomerados visíveis ou bairros tipificados por moralidades ou práticas sexuais específicas. A identificação de áreas de vícios e, mais recentemente, de bairros gays, tem sido um elemento importante no comércio da sociologia urbana, pelo menos desde a época da Escola de Chicago.
As origens do termo sexualidade e espaço remontam ao início da década de 1990, quando o uso da frase foi popularizado por duas publicações. Em 1990, o que pode ser descrito como geografia gay foi apresentado a um público mais amplo quando um artigo de Larry Knopp foi publicado na Geographical Magazine, gerando alguma controvérsia. Em 1992 , Sexuality and Space (Princeton Papers on Architecture), de Beatriz Colomina, foi lançado; em que o termo é usado para elaborar o simbolismo de torres e outras estruturas como ícones fálicos. O artigo prossegue discutindo a psicologia sexual da cor e de outros elementos de design. Uma revisão dos artigos foi publicada por Elizabeth Wilson na Harvard Design Magazine em 1997.
Na geografia contemporânea, os estudos da sexualidade são principalmente de orientação social e cultural, embora haja também um envolvimento notável com a geografia política e econômica, particularmente no trabalho sobre a ascensão de espaços autônomos queer, economias e comércios alternativos. Muito do trabalho é informado por políticas destinadas a opor-se à homofobia e ao heterossexismo, informar a saúde sexual e promover formas mais inclusivas de cidadania sexual. Metodologicamente, muito trabalho tem sido de orientação qualitativa, rejeitando metodologias diretas tradicionais, mas métodos quantitativos e SIG também têm sido utilizados com bons resultados. O trabalho continua predominantemente centrado nos centros metropolitanos do ocidente urbano, mas tem havido estudos notáveis que se concentram nas sexualidades rurais e nas sexualidades do sul global.

## Geografia LGBT

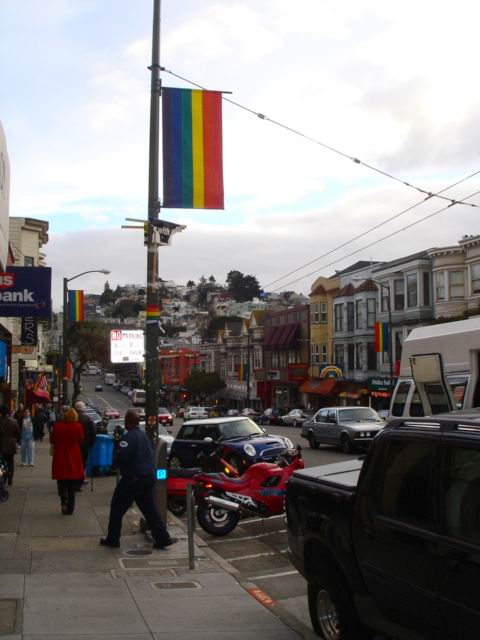
Castro, bairro de São Francisco, EUA.

Embora a sexualidade minoritária continue a ser um tema que dificilmente é mencionado na geografia escolar, tornou-se uma parte aceita de muitos departamentos de geografia universitária e é frequentemente ensinado como parte de cursos de Geografia Social e Cultural. Indiscutivelmente, a publicação de livro mais influente a posicionar a sexualidade como uma parte aceita da geografia foi Mapping Desire, uma coleção editada por David Bell e Gill Valentine. Bell e Valentine fornecem uma revisão crítica da história dos trabalhos geográficos sobre sexualidade e estabelecem uma agenda para futuras pesquisas. Eles são especialmente críticos em relação às primeiras geografias sexuais escritas durante as décadas de 1970 e 1980 no Reino Unido e na América do Norte. Em contraste com a abordagem dos pontos nos mapas das décadas de 1970 e 1980, Mapping Desire representa uma tentativa de mapear as geografias da homossexualidade, transexualidade, bissexualidade, sadomasoquismo e identidades lésbicas butch e femme. Isto representou um marco importante no envolvimento e desenvolvimento dos geógrafos com a teoria queer . Pesquisas subsequentes desenvolveram este trabalho, com foco crescente no ativismo LGBT transnacional; as intersecções entre nacionalidade e sexualidade e questões de cidadania LGBT e política sexual em escalas que vão do corpo ao global.
Desde o aumento da atenção às geografias LGBT no final dos anos 1970 e 1980, mais pesquisas têm se concentrado na relação entre lugar, espaço e sexualidade. Novos fenômenos e questões estão sendo explorados; por exemplo, na pesquisa de Dereka Rushbrook, ele aponta que algumas das cidades dos EUA, como Portland, Oregon, e Austin, Texas, viam o bairro gay em suas cidades como algo que representa a modernidade e a diversidade de suas cidades; além disso, transexuais e de terceiro gênero, chamados de Kathoey na Tailândia, são mundialmente famosos por suas apresentações de dança e considerados imperdíveis ao visitar a Tailândia.
Por outro lado, o consumo potencial do grupo LGBTQ+ e das cidades está começando a atingir o grupo que cria o fenômeno chamado turismo LGBT, que fornece serviços e instalações seguras, mas não discriminatórias, como pubs e saunas destinadas a pessoas LGBTQ+. Mais ainda, a crescente legalização do casamento entre pessoas do mesmo sexo em alguns países ocidentais teve um impacto significativo no turismo e na circulação, apesar da possibilidade de o casamento entre pessoas do mesmo sexo ter poder legal limitado nos seus países de origem.
Como disse Robert Aldrich no artigo Homossexualidade e a cidade: uma visão histórica, existe uma relação inseparável entre terra e pessoas, onde as pessoas estão constantemente moldando a paisagem. Por exemplo, uma escola na Tailândia ofereceu-se para construir um banheiro de gênero neutro para que os estudantes transexuais e não bináries possam evitar ser forçados a escolher entre o banheiro masculino ou feminino. A relação entre sexualidade e espaço não é independente de outras áreas da geografia; muitas vezes, existem outros aspectos associados a essas questões e fenômenos, como a geografia cultural e a geografia política. Em termos de geografia cultural, os bares têm desempenhado um papel importante na ligação da terra à comunidade LGBTQ, mas também na separação dessas comunidades. O separatismo nas comunidades gays lésbicas e masculinas é uma teoria que explica por que essas comunidades se separaram e como os bares desempenharam um papel nessa separação. Bares e espaços queer têm conexão entre si. Em 2012, houve maior preocupação com a comunidade LGBT e as casas de repouso na Colúmbia Britânica, Canadá. Um homem de Vancouver, Alex Sangha, está determinado a garantir que os idosos LGBT tenham um lugar confortável para passar seus últimos anos; construindo lares de idosos para a comunidade LGBT. Montreal, Quebec, já teve um operando, bem como alguns nos Estados Unidos.

## Geografia heterossexual
A pesquisa sobre sexualidades e espaço ampliou-se ao longo do tempo para abranger estudos não apenas de populações LGBT, mas também de geografias e espaços de heterossexualidades. Isto incluiu, entre outras coisas, a consideração dos impactos da sexualidade nas visibilidades do sexo comercial; a concepção e consumo da habitação; espaços de educação sexual; a sexualização dos espaços de lazer e comércio; paisagens do turismo sexual; espaços de amor, carinho e intimidade. Isto colocou as geografias da sexualidade em diálogo com a geografia do gênero, mostrando que as normas sexuais reproduzem ideias particulares de masculinidade e feminilidade.

## Espaços espirituais LGBT
Os membros de comunidades não heterossexuais podem perder a capacidade de adorar ou praticar religião dentro das organizações religiosas mais difundidas porque não são aceitos como consequência da sua sexualidade. Assim, criam-se outros espaços espirituais, conhecidos em muitos casos como espaços espirituais queer, que podem variar desde edifícios sagrados ou locais que podem ser queerizados até ambientes naturais ou práticas culturais em si. Este tipo de comportamento leva a população em geral a acreditar que as comunidades LGBTQI são em grande parte ateus ou agnósticas, mas em vez disso algumas estão apenas adotando religiões não abraâmicas com tradições e costumes pré-cristãos, que se baseiam no incentivo aspiracional e no bem-estar pessoal.
A outra opção para criar estes espaços espirituais queer é participar da queerização das religiões, um movimento que permite às pessoas continuarem a praticar as suas religiões tradicionais, mas num espaço que é tolerante com as suas escolhas sexuais. Isto constitui uma nova forma de envolvimento cultural e abre grupos religiosos a pessoas que de outra forma seriam marginalizadas. Esta opção torna-se cada vez mais popular e, portanto, as igrejas queer tornaram-se uma alternativa para as comunidades LGBTQI em todo o mundo.
Também foram criadas religiões e organizações espirituais alternativas, como a vertente lésbica do feminismo separatista que conseguiu dar voz a uma parte da comunidade que foi condenada ao ostracismo e também teve o poder de dar uma base ou raciocínio para as diferenças que eles confrontados com a sociedade heterossexual.

## Geografia do comércio sexual

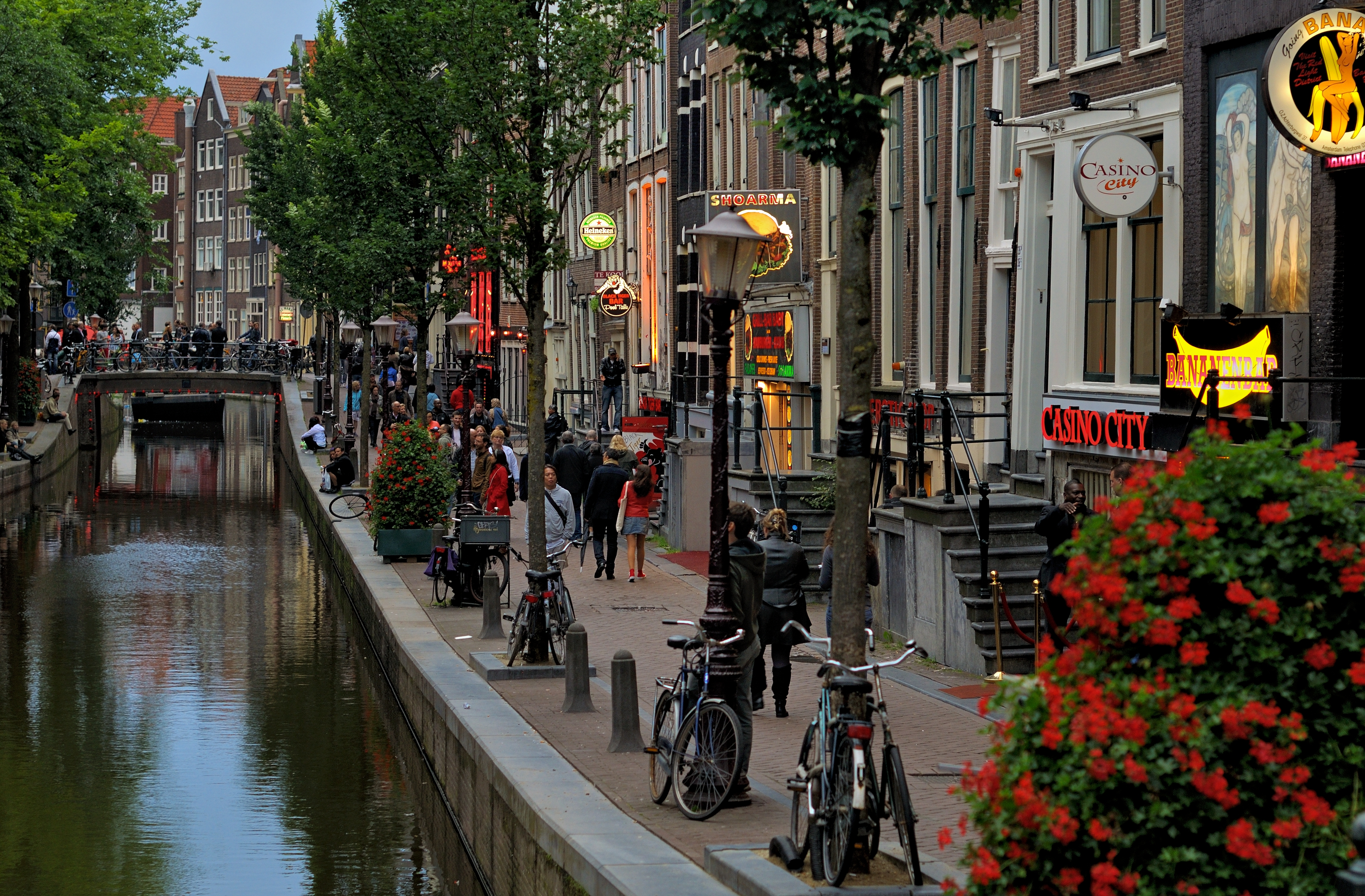
De Wallen, bairro sexual de Amsterdã.

A pesquisa sobre a localização do vício e da prostituição tem sido associada há muito tempo ao estudo da sexualidade e do espaço. O pioneiro — embora controverso — nesta área foi Immoral Landscape, de Symanski (1988); estudos subsequentes consideraram a regulação sócio-jurídica de espaços de prostituição, entretenimento adulto, sex shops e bares de hostess, e procuraram situar tais questões num contexto teórico mais amplo relativo à reprodução da heteronormatividade. Muitos trabalhos, no entanto, ignoram o trabalho sexual masculino e as formas de trabalho intersexo e trans, enquanto outros trabalhos continuam a centrar-se apenas na relação entre os locais de trabalho sexual e a distribuição de DSTs, incluindo o HIV. Estudos como o Risk Assessment of Long-Haul Truck Drivers da Universidade do Alabama em Birmingham, ativo desde abril de 2007, também podem estar relacionados a este campo de estudo, pois as estatísticas coletadas representarão uma amostragem do comportamento sexual em uma população controlada de um subgrupo.

## Críticas e conflitos
Houve diversas críticas ao campo e conflitos dentro da disciplina. Os estudos da sexualidade e do espaço têm sido criticados por universalizarem uma posição centrada no Ocidente que tem relevância mínima para além do mundo ocidental urbanizado. Estas ideias de sexualidade constituem uma nova homonormatividade, que normalmente privilegia os homens brancos de classe média, com exclusão das pessoas trans, da classe baixa e das pessoas de cor. As instituições destinadas a criar espaços não heteronormativos, como os Jogos Gays, só são acessíveis àqueles que têm condições de pagar taxas de inscrição, passagens aéreas e treinamento, e permanecem predominantemente brancos. As diferenças de gênero também são apagadas com a adoção de uma identidade queer. Alguns afirmam que ao substituir o termo de género lésbica por queer, as mulheres não são reconhecidas por esse significante universalizante — como quando as mulheres são incorporadas na humanidade. Assim, embora haja progresso no desafio à heteronormatividade, os estudos queer têm sido criticados por reforçarem potencialmente outras formas de marginalização.
Os primeiros trabalhos sobre geografias lésbicas e gays ao longo da década de 1990 foram realizados por acadêmicos que trabalhavam em universidades americanas e centraram-se quase exclusivamente nas vidas das pessoas no norte global. Isto é problemático porque a identidade queer é por vezes utilizada como uma identidade global e abrangente para a comunidade LGBT, impondo assim noções ocidentais de sexualidade a todas as outras culturas. Tais ideias incluem suposições incontestadas quanto à natureza dos direitos dos homossexuais e como é a libertação adequada. Como resultado, certas culturas são rotuladas como avançadas ou atrasadas com base numa concepção ocidental da identidade queer, e as nuances culturais e a diversidade de outras sexualidades não são reconhecidas.
Também existem conflitos nos estudos da sexualidade e do espaço. Um desses conflitos é entre as perspectivas assimilacionistas e liberacionistas sobre os espaços LGBT. O bairro gay de Toronto é um local de conflito desse tipo. Os assimilacionistas são contra a criação de um gueto gay em Toronto, defendendo, em vez disso, a integração das pessoas LGBT nos subúrbios, para mostrar que são iguais a todas as outras pessoas. Os liberacionistas consideram os bairros gay muito comerciais para desenvolver a comunidade radical e ativista que consideram necessária para os direitos LGBT. Como tal, o bairro gay de Toronto não é simplesmente um espaço homogêneo para dissidentes sexuais, mas é um espaço não fixo e contestado.

## Organizações
Dentro da disciplina da geografia, o ceticismo inicial e mesmo a oposição à investigação sobre a sexualidade deram lugar ao reconhecimento de que as geografias da sexualidade oferecem uma perspectiva importante sobre a relação entre as pessoas e o lugar (embora alguns continuem a considerar a área como de importância marginal). As seguintes organizações acadêmicas dedicam-se ao estudo da sexualidade e do espaço:
- Grupo de Especialidade em Sexualidade e Espaço da AAG, Universidade de Leeds, Reino Unido[27]
- Grupo de Pesquisa sobre Sexualidade, Espaço e Queer da Royal Geographical Society, Reino Unido

## Leituras introdutórias e principais textos
- Bell, D. e G. Valentine, Eds. (1995). Mapeando o Desejo: geografias das sexualidades. Londres, Routledge.
- BInnie, J. (2004). A Globalização da Sexualidade. Londres, Sage.
- Binnie, J. e Valentine, G. (1999). Geografias da sexualidade - uma revisão do progresso. Progress in Human Geography 23(2): 175–187.
- Blidon, M. (2008). Jalons pour une géographie des homossexualités. Espace geographique 2(37): 175–189.
- Brown, G., Lim, J e Browne, K. (2007). Introdução ou por que ter um livro sobre geografias das sexualidades? Geografias das Sexualidades. K. Browne, Lim, J. e Brown, G. Londres Ashgate.
- Brown, M.a. K., L. (2002). Estava aqui! Nós somos gays! Nós também estamos lá! Manual de Geografia Cultural Queer. K. Anderson, Domosh, M., Pile, S. e Thrift, N.. Londres, Sage.
- Greyling, M. (1995). Inventando o Lugar Queer: O espaço social e o ambiente urbano como fatores na escrita de histórias de gays, lésbicas e transgêneros.
- Hubbard, P. (2008). Aqui, ali, em todo lugar: as geografias onipresentes da heteronormatividade. Geography Compass.
- Hubbard, P. (2011) Cidades e Sexualidades. Londres, Routledge.
- Johnston, L. e R. Longhurst (2010). Espaço, lugar e sexo: geografias das sexualidades. Lanham, MA, Rowman & Littlefield.
- Kitchin, R. (2002). Sexing the city: A produção sexual do espaço não heterossexual em Belfast, Manchester e São Francisco. City 6(2): 205–218.
- KNOPP, L. . (2007). De geografias lésbicas a gays e queer: passados, perspectivas e possibilidades.
- L. Munuera, Ivan. Um organismo de prazeres hedonistas: o paládio.
- Oswin, N. (2008). Geografias críticas e os usos da sexualidade: desconstruindo o espaço queer. Progress in Human Geography 32(1): 89–103.
- Perreau, B. (2008). Introdução: sur la champ in/disciplinar la sexualite. EchoGeo 5.